# ألينا يانوفسكا
ألينا يانوفسكا (بالبولندية: Alina Janowska) (و. 1923 – 2017 م) هي ممثلة، ومقاومة، من بولندا، ولدت في وارسو، توفيت في وارسو، عن عمر يناهز 94 عاماً.

## الخدمة العسكرية
خدمت في جيش الوطن.

## جوائز
حصلت على جوائز منها:
- نيشان بولونيا ريستيتوتا من رتبة قائد بنجمة
- Warsaw Uprising Cross [الإنجليزية]‏
- Partisan Cross [الإنجليزية]‏
- Cross of the Home Army [الإنجليزية]‏
- الميدالية الذهبية للاستحقاق في مجال الثقافة ‏
- وسام الإبتسامة.

## وصلات خارجية
- ألينا يانوفسكا على موقع IMDb (الإنجليزية)
- ألينا يانوفسكا على موقع ديسكوغز (الإنجليزية)
- ألينا يانوفسكا على موقع قاعدة بيانات الفيلم (الإنجليزية)